# 各務原警察署
各務原警察署（かかみがはらけいさつしょ）は、岐阜県警察が管轄する警察署の一つである。

## 所在地
- 岐阜県各務原市蘇原中央町二丁目1番地3

## 管轄区域
- 各務原市

## 組織
- 会計課 - 会計係
- 警務課 - 警務係、相談係
- 留置管理課 - 留置管理係
- 生活安全課 - 生活安全総務係、人対・少年係、生環・サ対係
- 地域課 - 地域係、通信指令係、機動警ら係
- 刑事課 - 捜査庶務係、強行犯係、盗犯係、鑑識係、知能犯係、組織犯罪係、薬物銃器係、国際捜査係
- 交通課 - 交通総務係、交通指導係、交通捜査係
- 警備課 - 警備係

## 沿革
- 1963年（昭和38年）4月1日 - 岐阜県稲葉警察署を岐阜県各務原警察署に改称。
- 2005年（平成17年）4月1日 - 羽島警察署の管轄だった旧羽島郡川島町の区域を管轄に編入。
- 2024年（令和6年）2月14日 - 蘇原交番に尾崎派出所を統合。

## 交番
- 那加交番（各務原市那加門前町2丁目50-1）
- 鵜沼交番（各務原市鵜沼西町1-422）
- 蘇原交番（各務原市蘇原吉野町3-45）
- 鵜沼西交番（各務原市鵜沼各務原町8丁目7-7）
- 稲羽交番（各務原市下中屋町1-23）

## 駐在所
- 各務駐在所（各務原市各務おがせ町） - 2025年4月1日に蘇原交番へ統合。[1]
- 川島駐在所（各務原市川島河田町1033-5）

## その他
- 各務原警察署が建っている場所は、かつて赤星山という山であった。太平洋戦争時、陸軍各務原飛行場、及び周辺の軍需工場の防空壕が存在したが、1945年（昭和20年）6月22日の各務原空襲の際1トン爆弾の直撃を受け、多くの人が亡くなっている。
- 警察航空隊は市内の岐阜基地でヘリコプターを運用している[2]。
- 管内は東海北陸自動車道岐阜各務原インターチェンジに高速道路交通警察隊各務原分駐隊がある。